# 5121-es mellékút (Magyarország)
Az 5121-es mellékút egy nagyjából 6,5 kilométer hosszú, négy számjegyű mellékút Baranya vármegye keleti részén; Mohács egyik belső útja, a város nyugati elkerülőjének átadása előtt az 56-os főút (még régebben pedig a Budapest-Eszék közti 6-os főút) része volt.

## Nyomvonala
Az 56-os főútból ágazik ki, annak a 45+650-es kilométerszelvénye táján, Mohács belterületének északi peremvidékén, dél-délkeleti irányban. Kezdeti szakasza a Budapesti út nevet viseli, nagyjából 2,7 kilométer után közelíti meg a Duna-partot, ahol délnek fordul. A harmadik kilométerét elhagyva éri el a Villány–Magyarbóly-vasútvonal Mohács vasútállomásának térségét, ahol a vasút több vágányát is keresztezi, majd – körülbelül 3,2 kilométer után – egy elágazáshoz ér, ahol az 5117-es út ágazik ki belőle keleti irányban.
Innentől a város központi részei közt folytatódik, Kossuth Lajos utca néven, így halad el a város Szent István nevére szentelt katolikus plébániatemploma, majd a Széchenyi tér nevet viselő főtere mellett is. Utóbbit elérve, a 3+750-es kilométerszelvényénél egy újabb elágazása következik: ott az 57-es főút ágazik ki belőle nyugati irányban. A belvárost elhagyva az út az Eszéki út nevet veszi fel, és mintegy 5,4 kilométer után kilép a belterületről. Nem sokkal ezután véget is ér, egy körforgalmú csomóponttal visszatorkollva  az 56-os főútba, annak az 52+750-es kilométerszelvénye közelében.
Teljes hossza, az országos közutak térképes nyilvántartását szolgáló kira.gov.hu adatbázisa szerint 6,481 kilométer.

## Története
1934-ben a kereskedelem- és közlekedésügyi miniszter 70 846/1934. számú rendelete elsőrendű főúttá nyilvánította, a Budapest és Eszék közt húzódó 6-os főút részeként. Később, a közúthálózat egyes elemeinek átszámozásával az 56-os főút része lett, és az is maradt, a több részletben kiépített nyugati elkerülő utolsó szakaszának forgalomba helyezéséig.